# Sins
Sins (hasta 1941 oficialmente Meienberg) es una comuna suiza del cantón de Argovia, situada en el distrito de Muri. Limita al norte con las comunas de Auw y Mühlau, al este con Hünenberg (ZG), al sureste con Oberrüti y Dietwil, al sur con Inwil (LU), al suroeste con Ballwil (LU), y al oeste con Abtwil y Hohenrain (LU).

## Personajes ilustres
- Kaspar Villiger, consejero federal.

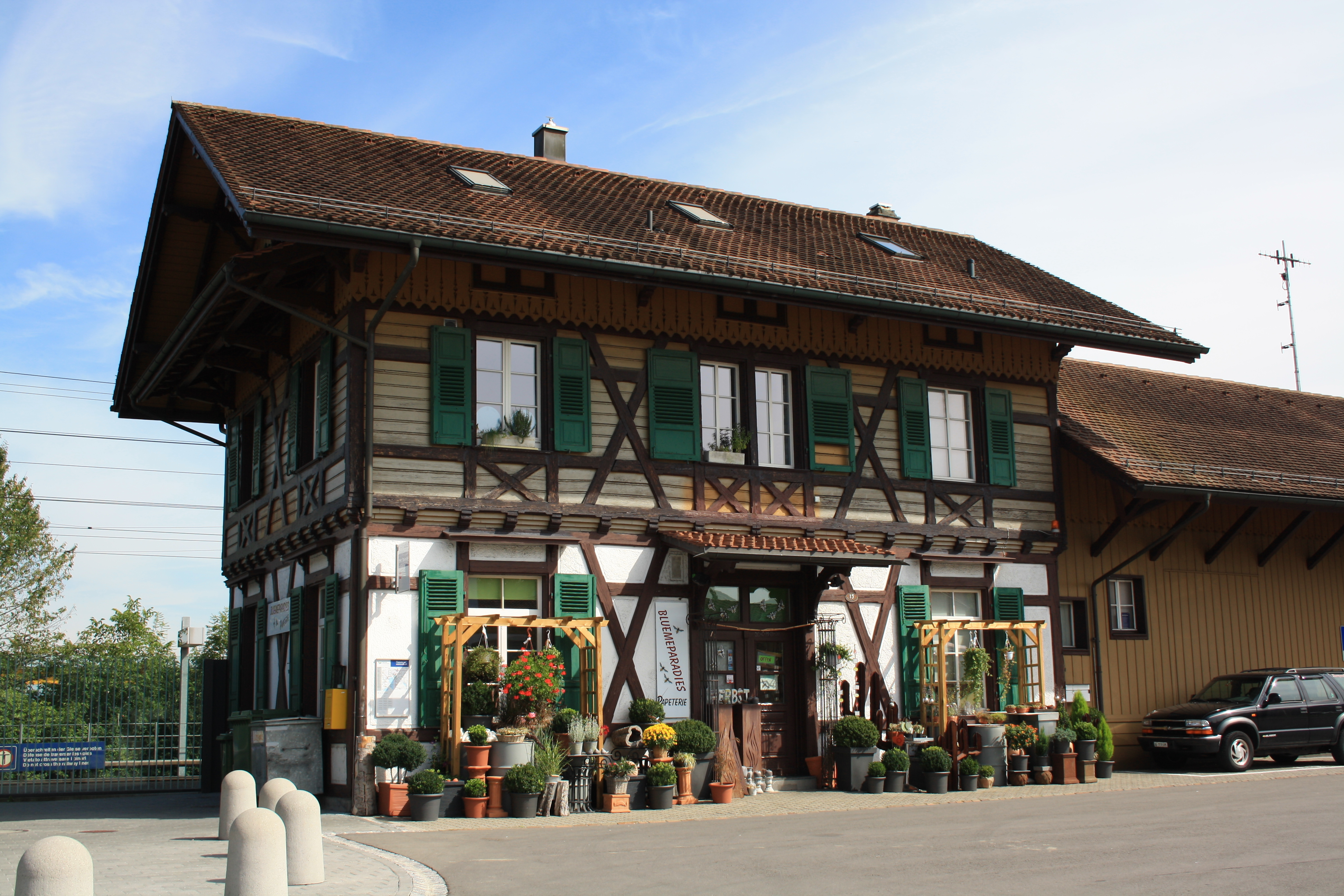
Estación de trenes de Sins.

## Transportes
Ferrocarril
Cuenta con una estación ferroviaria en la que efectúan parada trenes de cercanías pertenecientes a la red S-Bahn Argovia.